# Шмидт, Евгений Владимирович
Евге́ний Влади́мирович Шми́дт (7 [20] декабря 1905 — 13 июля 1985, Москва) — советский невропатолог, доктор медицинских наук, профессор, академик АМН СССР (1963), директор Института неврологии АМН СССР. Герой Социалистического Труда (1975), лауреат двух Государственных премий СССР.

## Биография
Родился в городе Санкт-Петербурге в дворянской семье. Немец. Его отец до революции был военным педагогом, затем служил в РККА на командных должностях. После демобилизации работал в Карачеве преподавателем математики в школе. Детство и юность будущий ученый провел в городе Карачеве, ныне Брянской области, здесь окончил школу II ступени.
В 1929 году окончил медицинский факультет Московского университета. После окончания учёбы в течение года проходил службу в армии — врачом 56-го стрелкового полка (город Бобров, Воронежская область). С 1930 года — врач помощи на дому Фрунзенского района Москвы и одновременно являлся внештатным ординатором клиники нервных болезней 1-го Московского медицинского института.
Именно в этой клинике, руководимой известным неврологом Евгением Сеппом, с 1931 года работал ординатором, затем с 1933 года — ассистентом. В 1937 году он окончил курсы прозекторов Центрального института усовершенствования врачей и много лет совмещал должность сотрудника кафедры нервных болезней с заведованием патологоанатомической лабораторией той же клиники. В 1940 году им совместно с Сеппом и М. Б. Цукер был написан ставший знаменитым «Учебник нервных болезней», многократно переиздававшийся и переведенный на ряд иностранных языков.
В годы Великой Отечественной войны Шмидт был консультантом Госпитальной хирургической клиники с нейрохирургическим отделением. В 1944 году стал доцентом кафедры нервных болезней, деканом лечебного факультета 1-го Московского медицинского института.
С ноября 1944 года по февраль 1945 года по командировке Народного комиссариата здравоохранения СССР исполнял обязанности заведующего кафедрой нервных болезней Челябинского медицинского института. После возвращения в Москву продолжал работать в 1-м Московском медицинском институте. За годы работы постоянно проявлял интерес к научной деятельности, активно занимался и нейроморфологией.
В 1949 году Шмидт принял предложение Н. В. Коновалова и приказом Министерства здравоохранения СССР был переведен в Институт неврологии АМН СССР в качестве заместителя директора по научной работе. Долгое время совмещал работу в институте с педагогической деятельностью в 1-м ММИ, где продолжал читать лекции студентам. В 1966 году стал директором Института и возглавлял его до конца своих дней.
Под руководством Е. В. Шмидта велись широкомасштабные фундаментальные и прикладные исследования в области сосудистых заболеваний мозга, нейроинфекций, нейрогенетики и других разделов неврологии, имеющих большую медико-социальную значимость. Он по праву считается основоположником ангионеврологии в стране. Его всегда отличали смелый научный подход и неординарность решения различных проблем.
В 1952 году он защитил докторскую диссертацию на тему об ангиоретикуломах головного мозга, с 1953 года — профессор. Докторская диссертация Шмидта посвященная нейроонкологии, вышла впоследствии в виде монографии и была отмечена в 1952 году премией им. Н. Н. Бурденко АМН СССР.
В 1960 году Е. В. Шмидт был избран членом-корреспондентом и в 1963 году — действительным членом (академиком) АМН СССР.
Е. В. Шмидт опубликовал около 220 научных работ, в том числе 8 монографий, посвященных сосудистой патологии головного мозга. За монографию «Стеноз и тромбоз сонных артерий и нарушения мозгового кровообращения» (1963) в 1966 году ему была присуждена премия имени В. М. Бехтерева АМН СССР.
Указом Президиума Верховного Совета СССР от 19 декабря 1975 года за большие заслуги в развитии медицинской науки, подготовке научных кадров и в связи с семидесятилетием со дня рождения Шмидту Евгению Владимировичу было присвоено звание Героя Социалистического Труда.
Евгений Борисович много внимания и сил отдавал общественно-научной деятельности, являясь членом Президиума АМН СССР и ВАК СССР, председателем Всесоюзного научного общества невропатологов и психиатров, председателем Научного совета АМН СССР по неврологии, членом Комитета по Ленинским и Государственным премиям СССР, а также членом редколлегий ряда ведущих отечественных и зарубежных научных журналов. Свидетельством высочайшего международного авторитета стало его избрание вице-президентом Всемирной федерации неврологов, утверждение экспертом ВОЗ и директором центра ВОЗ по сосудистым заболеваниям нервной системы.

Могила Шмидта Е.

Жил в Москве. Умер 13 июля 1985 года. Похоронен в Москве на Кунцевском кладбище.

## Деятельность
В 1971 году совместно с кандидатом медицинских наук Г. А. Максудовым ввёл в медицинский оборот термин дисциркуляторная энцефалопатия.
- Услугами Шмидта как врача пользовался король Северного Йемена Ахмед бен Яхья Хамидаддин.

… В дальнейшем имама консультировали и лечили многочисленные светила советской медицины. Имам очень не любил глотать резиновую кишку и подвергать себя другим унизительным процедурам, тем более что они не приносили ему немедленного исцеления от многочисленных недугов. Верил он только профессору Шмидту, директору Института неврологии Академии медицинских наук СССР. Лечение Шмидта состояло в том, что он легко и нежно ощупывал тело имама Ахмеда и деликатно постукивал маленьким молоточком по царственным коленкам. Эта последняя процедура имаму особенно нравилась. Про Шмидта он говорил с восхищением: «Этот очень хорошо лечит» и подарил ему арабского скакуна.

## Награды и звания
- Герой Социалистического Труда
- Медаль «Серп и Молот»
- Два Ордена Ленина
- Орден Октябрьской Революции
- Два Ордена Трудового Красного Знамени
- Орден «Знак Почёта»
- Государственная премия СССР (1971 год) — за цикл работ, посвященных изучению роли поражений сонных и позвоночных артерий в патогенезе нарушений мозгового кровообращения
- Государственная премия СССР (1981 год) — за цикл работ по эпидемиологии сосудистых заболеваний нервной системы, послуживших научной основой профилактики инсультов
- Был избран почетным членом неврологических обществ Болгарии, ГДР, Польши, Чехословакии, США и Франции
- другие награды